# تغيرات الهواء في الساعة

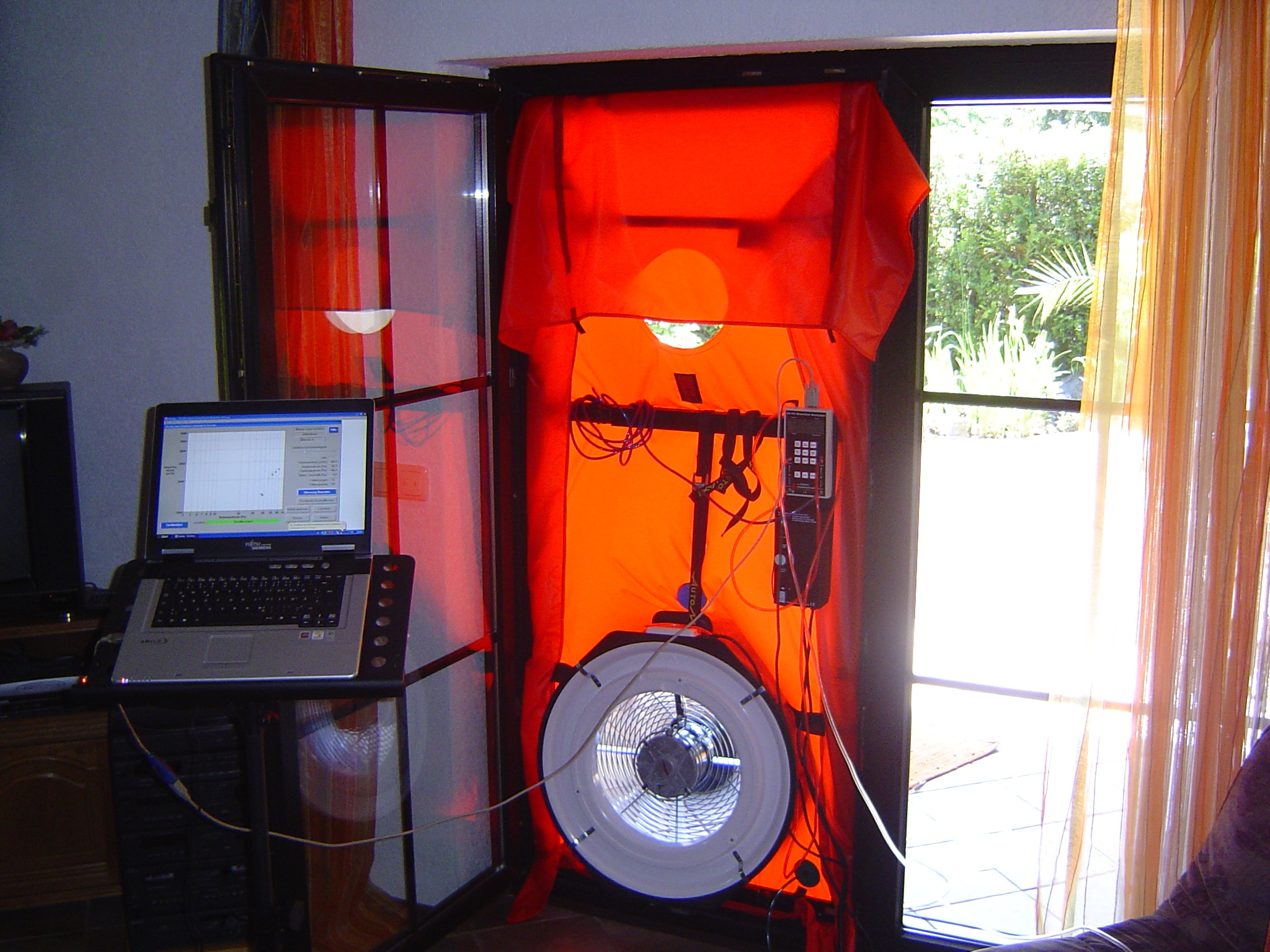

تغير الهواء في الساعة، أو ACPH أو ACH المختصر، أو معدل تغيير الهواء هو مقياس لحجم الهواء المضاف أو المسحوب من الفضاء (عادة غرفة أو منزل) مقسومًا على حجم المساحة. إذا كان الهواء في الفضاء إما موحدًا أو مختلطًا تمامًا ، فإن التغيرات الجوية في الساعة هي مقياس لكيفية استبدال الهواء في مساحة محددة.في العديد من ترتيبات توزيع الهواء، الهواء ليس موحد ولا مختلط تماما. تعتمد النسبة المئوية الفعلية لهواء الضميمة الذي يتم تبادله في فترة على كفاءة تدفق الهواء في الضميمة والطرق المستخدمة لتهوية الحاوية. الكمية الفعلية للهواء التي تغيرت في سيناريو التهوية المختلطة جيدا ستكون 63.2٪ بعد ساعة واحدة و واحد من ACH . من أجل تحقيق ضغط التوازن، يجب أن تكون كمية الهواء التي تترك الفضاء وتدخل الفضاء هي نفسها.
{\displaystyle \quad ACPH={\frac {60Q}{Vol}}}
حيث:
ACPH = عدد التغيرات في الهواء في الساعة؛ القيم الأعلى تتوافق مع تهوية أفضل.
Q = معدل التدفق الحجمي للهواء في قدم مكعب في الدقيقة (cfm).
{\displaystyle \quad ACPH={\frac {3.6}{Vol}}}
حيث:
ACPH = عدد التغيرات في الهواء في الساعة؛ القيم الأعلى تتوافق مع تهوية أفضل.
Q= معدل التدفق الحجمي للهواء في قدم مكعب في الدقيقة (L/S)
Vol = حجم الفضاء L × W × H، في متر مكعب.
وغالبا ما يتم التعبير عن معدلات التهوية كمعدل حجم للشخص الواحد (CFM للشخص الواحد، L/s للشخص الواحد). التحويل بين تغيرات الهواء في الساعة ومعدل التهوية للشخص الواحد هو كما يلي:
{\displaystyle \quad Rp={\frac {ACPH*D*h}{60}}}
حيث:
Rp = معدل التهوية للشخص الواحد (CFM للشخص الواحد)
ACPH = تغيرات الهواء في الساعة
D = كثافة الشاغل (قدم مربع لكل ساكن)
h= ارتفاع السقف (قدم).

## معدل تغيير الهواء
غالبا ما تستخدم معدلات تغيير الهواء كقواعد الإبهام في تصميم التهوية. ومع ذلك، نادراً ما يتم استخدامها كأساس فعلي للتصميم أو الحساب. على سبيل المثال، تشير معايير التهوية المختبرية إلى النطاقات الموصى بها لمعدلات تغيير الهواء،  كدليل إرشادي للتصميم الفعلي. يتم حساب معدلات التهوية السكنية على أساس مساحة الإقامة وعدد شاغليها. تستند معدلات التهوية غير السكنية إلى مساحة الأرضية وعدد الركاب، أو التخفيف المحسوب للملوثات المعروفة. معايير تصميم المستشفى استخدام التغيرات الجوية في الساعة،  على الرغم من أن هذا قد انتقد.
| مواقف السيارات               | 15–30 |
| القبو                        | 3–4   |
| غرف النوم                    | 5-6   |
| الحمامات                     | 6-7   |
| غرف الجلوس السكنية           | 6-8   |
| المطابخ السكنية              | 7-8   |
| أماكن الغسيل السكنية         | 8-9   |
| المكاتب                      | 6-8   |
| غرف استراحة الغداء           | 7-8   |
| غرف المؤتمرات                | 8-12  |
| غرف الأعمال                  | 10-12 |
| غرف الكومبيوتر               | 10-14 |
| منطقة تناول الطعام في المطعم | 8-10  |
| منطقة المطاعم الغذائية       | 10-12 |
| مطعم                         | 15-20 |
| المدخل العام                 | 6-8   |
| متجر بيع بالتجزئة عام        | 6-10  |
| بهو عام                      | 8-10  |
| الكنائس                      | 8-12  |
| القاعة العامة                | 12-14 |
| مطابخ واستراحات تجارية       | 15–30 |
| غرف تدخين                    | 15-20 |
| مختبرات                      | 6–12  |
| الفصول الدراسية              | 3–4   |
| التخزبن                      | 3-10  |

## قياس ضيق الهواء
العديد من إن لم يكن معظم استخدامات ACH تشير في الواقع إلى نتائج اختبار باب منفاخ القياسية التي يتم فيها تطبيق 50 باسكال من الضغط (ACH50)، بدلاً من حجم الهواء الذي تغير في ظل الظروف العادية. يتطلب معيار البيت السلبي ضيق بحيث يكون هناك أقل من 0.6 ACH مع فرق ضغط بين داخل وخارج 50 Pa.
آثار ACH بسبب التهوية القسرية في المسكن
تصبح التهوية القسرية لزيادة ACH ضرورة للحفاظ على جودة الهواء المقبولة حيث يتردد شاغلوها في فتح النوافذ بسبب التغييرات السلوكية مثل إبقاء النوافذ مغلقة للأمن.
وكثيراً ما يستشهد التغيرات الهوائية كوسيلة لمنع التكثيف في المنازل مع أنظمة التهوية القسرية غالباً ما تصنف من 3 -5 ACH على الرغم من دون الرجوع إلى حجم المنزل. ومع ذلك، حيث يكون العلاج بفرط اشتون بالفعل أكبر من 0.75، من غير المرجح أن يكون نظام التهوية القسري ة له فائدة في التحكم في التكثيف، وبدلاً من ذلك فإن العزل أو التدفئة هما علاجان أفضل.
سبعة من أصل ثمانية منازل تمت دراستها في نيوزيلندا في عام 2010 كان لديها ACH (تصحيح لعوامل التهوية) من 0.75 أو أكثر.
وقد ثبت في بعض الحالات وجود أنظمة التهوية القسرية لزيادة الرطوبة في الواقع بدلا من خفضها.
عن طريق إزاحة الهواء داخل مسكن مع الهواء المتسلل (الهواء جلبت في من خارج المسكن)، يمكن أن تزيد أنظمة التهوية الضغط الإيجابي التدفئة (في فصل الشتاء) أو التبريد (في الصيف) متطلبات في المنزل.
على سبيل المثال، للحفاظ على درجة حرارة 15 درجة مئوية في مسكن معين حوالي 3.0 كيلوواط من التدفئة مطلوبة في 0 ACH (لا فقدان الحرارة بسبب الهواء الدافئ ترك المسكن، بدلا من ذلك يتم فقدان الحرارة بسبب التوصيل أو الإشعاع)، مطلوب 3.8 كيلوواط في 1 ACH و 4.5 كيلوواط في 2 ACH .
واعتُبر استخدام مساحة السقف للتدفئة أو التبريد غير فعّال مع أقصى فوائد التدفئة التي تحدث في فصل الشتاء في المناطق الجنوبية (كونها قريبة من القطب الجنوبي في هذه التقارير في نصف الكرة الجنوبي) ولكنها تعادل فقط حوالي 0.5 كيلوواط أو التدفئة التي يوفرها حوالي خمسة مصابيح إنارة متوهجة بقوة 100 واط؛ وكانت آثار التبريد في الصيف صغيرة بالمثل وكانت أكثر وضوحا للمنازل أكثر شمالا (يجري أقرب إلى خط الاستواء)؛ في جميع الحالات افترضت القيم أن نظام التهوية ينفصل تلقائيًا عندما يكون الهواء المتسلل أكثر دفئًا أو برودة (حسب الاقتضاء) من الهواء الموجود بالفعل في المسكن لأنه سيؤدي إلى تفاقم الظروف غير المرغوب فيها في المنزل. .